# Heliconius brunnescens
Heliconius brunnescens är en fjärilsart som beskrevs av Heinrich Neustetter 1907. Heliconius brunnescens ingår i släktet Heliconius och familjen praktfjärilar. Inga underarter finns listade i Catalogue of Life.